# Victor Bruthans
Victor Bruthans es un jugador profesional de tenis nacido el 9 de noviembre de 1979 en Kyjov, República Checa (por entonces Checoslovaquia).

## Títulos (2)

### Individuales (0)
| Leyenda                |
| Grand Slam (0)         |
| Tennis Masters Cup (0) |
| ATP Masters Series (0) |
| ATP Tour (0)           |
| Challengers (0)        |

### Finalista en individuales (1)
- 2005: Togliatti (pierde ante Ígor Kunitsyn)

### Dobles (2)
| Leyenda                |
| Grand Slam (0)         |
| Tennis Masters Cup (0) |
| ATP Masters Series (0) |
| ATP Tour (0)           |
| Challengers (2)        |

| N.º | Fecha               | Torneo                 | Superficie    | Pareja                         | Oponentes en la final                             | Resultado    |
| --- | ------------------- | ---------------------- | ------------- | ------------------------------ | ------------------------------------------------- | ------------ |
| 1.  | 4 de agosto de 2003 | Samarcanda, Uzbekistán | Tierra batida | Sergiy Stajovski (Ucrania)     | Pavel Ivanov (Rusia) / Darko Madjarovski (Serbia) | 6-2 6-4      |
| 2.  | 12 de junio de 2006 | Košice, Eslovaquia     | Tierra batida | Pável Šnobel (República Checa) | Kamil Čapkovič / Lukáš Lacko (Eslovaquia)         | 7-5 5-7 10-4 |